# Rafał Andruszko
Rafał Andruszko (ur. 17 lutego 1980 w Szczecinie) – polski piłkarz, także futsalowy oraz beach soccerowy (Paradise Szczecin) występujący na pozycji napastnika.
Wychowanek Pogoni Szczecin. Następnie zawodnik klubów: Pomerania Police, Pogoń, Arka Gdynia, Pogoń, Zorza Dobrzany, oraz amatorskich niemieckich zespołów SV 90 Altengottern, TSG Neustrelitz, SG Altengottern/Großwelsbach, Pasewalker FV.
Rafał Andruszko zadebiutował w I lidze jako zawodnik Pogoni 1 kwietnia 1998, w wyjazdowym meczu z Widzewem Łódź (1-0).
W sumie w ekstraklasie wystąpił w 18 meczach (wszystkie w barwach Pogoni) i zdobył 2 bramki.